# Daniel Mendaille
Daniel Henri Élie Mendaille, né le 27 novembre 1885 à Tours (Indre-et-Loire) et mort le 17 mai 1963 à Couilly-Pont-aux-Dames (Seine-et-Marne), est un acteur français.

## Filmographie

### Période muette
- 1909 : La Mort du duc d'Enghien en 1804 d'Albert Capellani
- 1911 : Les Fiancés de Colombine de Georges Denola
- 1921 : La Proie de Marcel Dumont
- 1922 : Le Crime de Monique de Robert Péguy - (Jean Vorel)
- 1922 : Les Deux Soldats de Jean Hervé - (Henri Massaguel)
- 1922 : Le Coffret de jade de Léon Poirier - (Akmet, le bandit)
- 1923 : La Cabane d'amour de Juliette Bruno-Ruby
- 1923 : L'Espionne de Henri Desfontaines - (Le lieutenant de vaisseau André de Maurillac, le mari de Dora)
- 1923 : L'Affaire du courrier de Lyon de Léon Poirier  - (Le comte de Maupry)
- 1924 : Surcouf (tourné en 8 époques : 1) Le Roi des corsaires, 2) Les Pontons anglais, 3) Les Fiançailles tragiques, 4) Un cœur de héros, 5) La Chasse à l'homme, 6) La Lettre à Bonaparte, 7) La Morsure du serpent, 8) La Réponse de Bonaparte) de Luitz-Morat
- 1924 : La Cité foudroyée de Luitz-Morat
- 1924 : La Goutte de sang de Maurice Mariaud et Jean Epstein
- 1924 : L'Ironie du sort de Georges Monca et Maurice Kéroul
- 1925 : Napoléon de Abel Gance - (Feron)
- 1925 : La Course du flambeau de Luitz-Morat
- 1926 : Les Larmes de Colette de René Barberis
- 1926 : Jean Chouan de Luitz-Morat : le général François Marceau
- 1926 : En plongée de Jacques Robert - (Maurice de Vergnes, officier de marine)
- 1928 : L'Équipage de Maurice Tourneur
- 1928 : Le Film du poilu de Henri Desfontaines
- 1928 : Verdun, visions d'histoire de Léon Poirier - version sonore en 1931 - (Le mari)
- 1929 : La Merveilleuse Vie de Jeanne d'Arc, fille de Lorraine de Marco de Gastyne - (Lord Talbot)
- 1929 : Le Capitaine Fracasse de Alberto Cavalcanti - (Agostin)
- 1929 : Le Requin de Henri Chomette - (Le second)

### Période 1930/1939
- 1930 : Contre-enquête de Jean Daumery - (Diamond Joe)
- 1930 : Lopez, le bandit de Jean Daumery - (L'oncle)
- 1931 : Ceux du "Viking" de Varick Frissell et René Ginet - (Jeff)
- 1931 : Salto mortale d'Ewald André Dupont - (Jim)
- 1931 : La Tragédie de la mine - (Kameradschafft) de Georg Wilhelm Pabst - (Jean Leclerc)
- 1931 : La Roche aux mouettes de Georges Monca - (Le Goff)
- 1932 : Criminel de Jack Forrester - (Gallaway)
- 1932 : Le Testament du docteur Mabuse de Fritz Lang et René Sti - (Bredow)
- 1933 : L'Assommoir de Gaston Roudès - (Coupeau)
- 1933 : L'Indésirable d'Émile de Ruelle - court métrage -
- 1933 : La Robe rouge de Jean de Marguenat - (Etcheparre)
- 1933 : La Voie sans disque de Léon Poirier - (Nicolaï)
- 1934 : Le Miroir aux alouettes de Hans Steinhoff et Roger Le Bon - (Le premier officier)
- 1934 : La Porteuse de pain de René Sti - (Soliveau)
- 1934 : Maria Chapdelaine de Julien Duvivier - (Le curé)
- 1934 : Les Nuits moscovites de Alexis Granowsky - (Un diplomate)
- 1934 : Le Diable en bouteille de Heinz Hilpert et Reinhart Steinbicker - (Jenny)
- 1935 : L'Heureuse Aventure de Jean Georgesco - (Remondy)
- 1935 : Lucrèce Borgia de Abel Gance - (Michelatto)
- 1935 : Adémaï au Moyen Âge de Jean de Marguenat - (Un chevalier)
- 1935 : L'Équipage d'Anatole Litvak - (Deschamps)
- 1935 : Conscience de Robert Boudrioz - court métrage -
- 1936 : Un de la légion de Christian-Jaque  - (Charlin)
- 1936 : Enfants de Paris de Gaston Roudès
- 1936 : La Joueuse d'orgue de Gaston Roudès
- 1937 : Les Gens du voyage de Jacques Feyder - (Jo)
- 1938 : Le Tombeau hindou de Richard Eichberg
- 1938 : Le Tigre du Bengale de Richard Eichberg
- 1938 : La Vie d'un autre - (Stolen life) de Paul Czinner - (Le vieux Poliac)
- 1939 : Les Trois Tambours de Maurice de Canonge - (Kellermann)
- 1939 : Une main a frappé de Gaston Roudès - (Martial)

### Période 1940/1949
- 1940 : Untel père et fils de Julien Duvivier - (Clemenceau)
- 1941 : Parade en sept nuits de Marc Allégret
- 1942 : L'Auberge de l'abîme de Willy Rozier - (Palihan)
- 1945 : Le Bataillon du ciel de Alexandre Esway - (Le baron de Brandoz)
- 1945 : 120, rue de la Gare de Jacques Daniel-Norman - (Georges Pary)
- 1947 : La Révoltée de Marcel L'Herbier - (Le confesseur)
- 1947 : Cargaison clandestine de Alfred Rode
- 1947 : Les Trafiquants de la mer de Willy Rozier - (Lacoumé)
- 1947 : La Maison grise de René Ginet - court métrage -
- 1948 : Le Secret de Mayerling de Jean Delannoy
- 1948 : Le Crime des justes de Jean Gehret
- 1949 : Le Jugement de Dieu de Raymond Bernard
- 1949 : Maya de Raymond Bernard - (Le directeur de bureau de navigation)

### Période 1950/1958
- 1950 : Le Furet de Raymond Leboursier
- 1950 : Véronique de Robert Vernay - (Le directeur de la prison)
- 1950 : Andalousie - (El sueno de Andalucia) de Robert Vernay - (Le médecin), ainsi que dans la version espagnole.
- 1950 : Sous le ciel de Paris de Julien Duvivier - (Un examinateur)
- 1950 : Pigalle-Saint-Germain-des-Prés d'André Berthomieu - (Le chef de la P.J)
- 1950 : Le Bagnard de Willy Rozier - (Le chef de la plantation)
- 1951 : Casque d'Or de Jacques Becker - (Le patron de la guinguette)
- 1951 : Drôle de noce de Léo Joannon
- 1952 : Monsieur Leguignon lampiste de Maurice Labro
- 1952 : Nous sommes tous des assassins de André Cayatte - (Un gardien)
- 1952 : Deux de l'escadrille de Maurice Labro
- 1952 : La Loterie du bonheur de Jean Gehret
- 1953 : Le Guérisseur de Yves Ciampi
- 1953 : Le Défroqué de Léo Joannon - (Un officier)
- 1953 : L'Affaire Maurizius de Julien Duvivier
- 1953 : Madame de... de Max Ophüls - (Un passant)
- 1954 : La Chair et le Diable de Jean Josipovici - (Le colporteur)
- 1954 : Le Vicomte de Bragelonne de Fernando Cerchio
- 1954 : Sur le banc de Robert Vernay
- 1954 : Du rififi chez les hommes de Jules Dassin
- 1955 : Dans tes bras  - (Herr uber leben und tod) de Victor Vicas
- 1955 : Les deux font la paire de André Berthomieu
- 1955 : Nana de Christian-Jaque - (Le valet)
- 1955 : Paris Canaille de Pierre Gaspard-Huit
- 1955 : Lola Montès de Max Ophüls - (Le capitaine)
- 1956 : Je reviendrai à Kandara de Victor Vicas
- 1956 : Bonsoir Paris, bonjour l'amour de Ralph Baum
- 1957 : Échec au porteur de Gilles Grangier
- 1957 : Montparnasse 19 de Jacques Becker - (Un professeur)
- 1957 : Police judiciaire de Maurice de Canonge - (Vaillard)
- 1957 : Rafles sur la ville de Pierre Chenal - (Un ami du « Fondu »)
- 1957 : Les Violents de Henri Calef - (Le patron du bistrot)
- 1958 : Madame et son auto de Robert Vernay
- 1958 : La Chatte de Henri Decoin

## Théâtre
- 1947 : Nous irons à Valparaiso de Marcel Achard, mise en scène Pierre Blanchar, Théâtre de l'Athénée
- 1948 : Nous irons à Valparaiso de Marcel Achard, mise en scène Pierre Blanchar, Théâtre des Ambassadeurs
- 1950 : Notre peau de José-André Lacour, mise en scène Michel Vitold, Théâtre de l'Œuvre
- 1955 : Anastasia de Marcelle Maurette, mise en scène Jean Le Poulain, Théâtre Antoine
- 1955 : Nekrassov de Jean-Paul Sartre, mise en scène Jean Meyer, Théâtre Antoine